# Malin Flink
Malin Flink (gift Pergeman), född 4 september 1974 i Västerås, är en svensk tidigare fotbollsspelare. Hon spelade för Gideonsbergs IF, och deltog i svenska landslaget som vid VM 1995 i Sverige åkte ut i kvartsfinal.

## Meriter
- 5 A landskamper/ 0 mål , 12 U-16 landskamper/1 mål, 23 U-20, landskamper/2 mål[2]
- SM-Guld 1992[3]
- SM-Silver 1995
- SM-brons 1993, 1994
- Cupguld 1993
- Idrottsskölden 1993[4]

### Klubbstatistik
År, klubb, division, matcher/mål serie, matcher/mål slutspel

1991, Gideonsbergs IF, damallsvenskan, 7/0, 2/0

1992, Gideonsbergs IF, damallsvenskan, 12/0, 4/0

1993, Gideonsbergs IF, damallsvenskan, 22/2

1994, Gideonsbergs IF, damallsvenskan, 22/3

1995, Gideonsbergs IF, damallsvenskan, 22/5

Totalt 85/10 resp 6/0

## Utbildning
Malin gick samhällsekonomisk linje på Carlforsska gymnasiet i Västerås med studenten 1993. Hon har även studerat på lärarprogrammet på Mälardalens högskola vilket låg till grund till hennes avsked från fotbollen.

### Familj
Malin gifte sig år 2000 med Daniel Pergeman. Paret har tre barn. De bor i en förort till Stockholm

### Fotnoter
1. ↑  Årets fotboll 1991-1996
2. ↑  ”Gideonsberg mästare”. Dagens Nyheter. 1 november 1992. https://arkivet.dn.se/tidning/1992-11-01/297/56.
3. ↑  ”Arkiverade kopian”. Arkiverad från originalet den 4 mars 2016. https://web.archive.org/web/20160304214852/http://www.idrottsskolden.nu/Skolor.asp?page=1&search2=carlforsska&search1=Skolor.Skola. Läst 30 december 2015.
4. ↑  Årets fotboll 1992-1996
5. ↑  Expressen 27 februari 1996